# سیمالا
سیمالا (به ایتالیایی: Simala) یک کومونه در ایتالیا است که در استان اریستانو واقع شده‌است.

## خصوصیات
سیمالا ۱۳٫۴ کیلومترمربع مساحت و ۳۵۸ نفر جمعیت دارد و ۱۵۵ متر بالاتر از سطح دریا واقع شده‌است.